# Artemisia verbenacea
Artemisia verbenacea là một loài thực vật có hoa trong họ Cúc. Loài này được (Kom.) Kitag. mô tả khoa học đầu tiên năm 1939.